# محمدحسین استخر
محمدحسین استخر (۱۲۶۷ بوانات فارس - ۱۳۴۸) روزنامه‌نگار، مترجم، قاضی دادگستری و نماینده مجلس شورای ملی بود.
در یكى از روستاهای بوانات به دنیا آمد. پدرش شیخ اسداللَّه واعظ از روحانیون منطقه و منبرى بود. خودش نیز به راه پدر رفت و تا شانزده سالگى در زادگاه خود نزد پدر تحصیل کرد، سپس به شیراز رفت و تحصیلات خود را ادامه داد. در مشروطیت فعالیت داشت و وارد حزب دموكرات فارس شد. سپس به معلمی و مدیریت مدارس جدید پرداخت. از سال ۱۲۹۷ روزنامه استخر را در فارس انتشار داد که تا حدود چهل سال بعد انتشار آن ادامه یافت.
در سال ۱۳۰۶ که علی‌اکبر داور بنیان دادگستری نوین ایران را ریخت و قضات تازه‌ای وارد عدلیه کرد، استخر از وزارت معارف به عدلیه انتقال یافت و سال‏ها به عنوان بازپرس و دادستان و رئیس دادگاه در شهرهاى مختلف خدمت ‏كرد. در سال ۱۳۲۰ از خدمت قضا كناره‌‏گیرى كرد و به وزارت فرهنگ بازگشت. به انتشار نشریه استخر ادامه داد و در انتخابات دوره هجدهم مجلس شورای ملی در سال ۱۳۳۲ به نمایندگی شیراز برگزیده شد. در دوره بعد نیز بر همین کرسی نشست.
خاطرات محمدحسین استخر در کتاب خاطرات پیر روشن ضمیر منتشر شده است.

## آثار
- پیشوایان فكر، طه حسین (ترجمه)
- فرهنگ اسلام
- چهل مقاله تاریخ تصوف
- مظاهر محمدى، توفیق حكیم (ترجمه)
- مهمانیها و پذیراییهاى شاهانه
- مجموعه‏ یادداشتهاى رضاشاه، على بصرى (ترجمه)
- چند صفحه از تاریخ بزرگترین تحولات علمى
- روابط ایران و عرب قبل از اسلام و بعد از اسلام
- الصلاة بین العرب و الفرس (ترجمه)
- خاطرات پیر روشن ضمیر